# Projekty architektoniczne Stanisława Witkiewicza

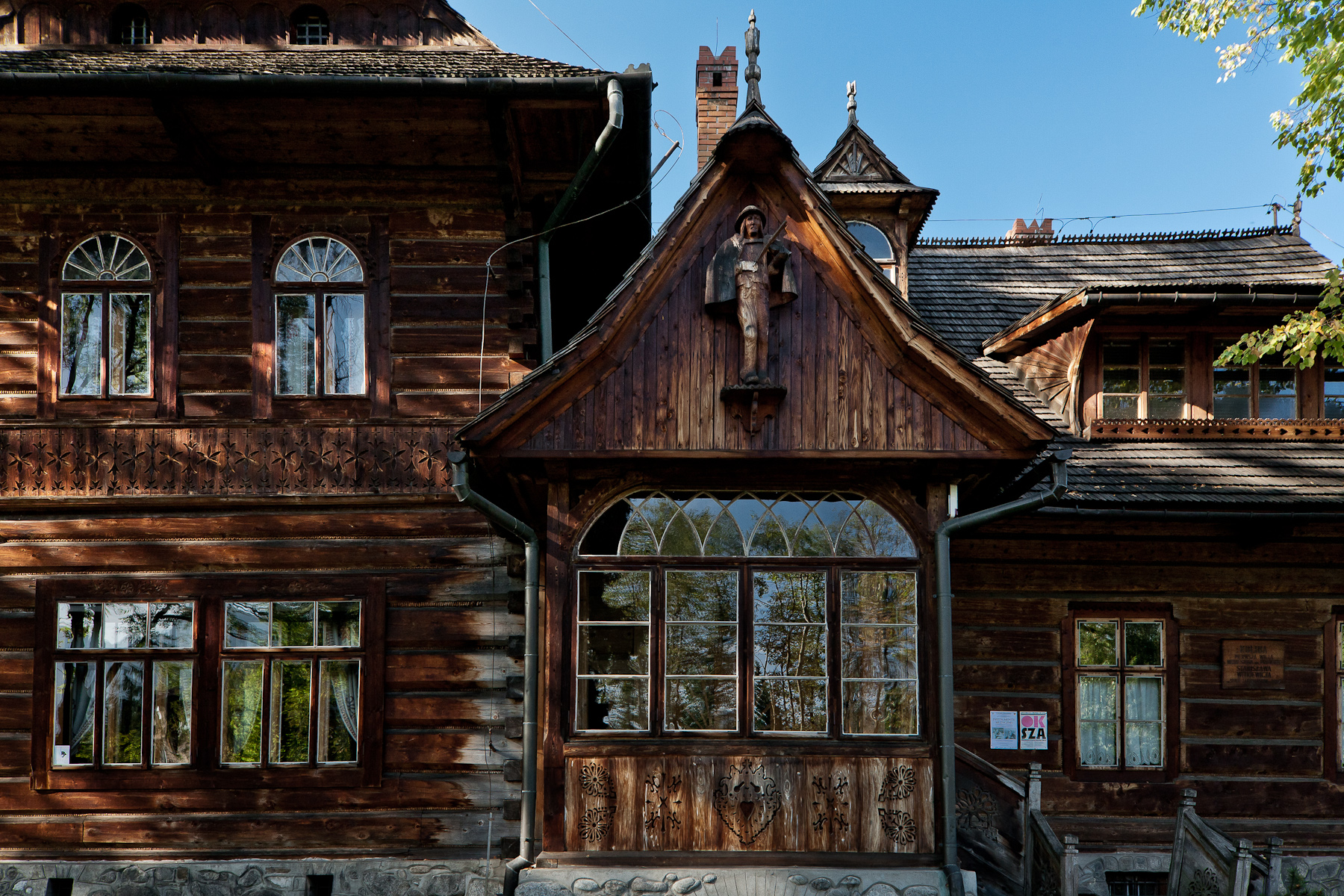
Willa „Koliba”, zaprojektowana przez Stanisława Witkiewicza w 1891 (2009)

Stanisław Witkiewicz był polskim malarzem, pisarzem i teoretykiem sztuki. Zajmował się również architekturą i był twórcą stylu zakopiańskiego.

## Wille
Pierwszym projektem, który zapoczątkował oryginalny styl, była willa Koleba, późniejsza willa „Koliba”, zaprojektowana dla hr. Zygmunta Gnatowskiego w 1891. Budowę domu przy ul. Kościeliskiej trwała w latach 1892–1893. Obiekt nawiązywał do sztuki podhalańskiej, a jego wnętrza przepełnione były elementami ludowymi i miejscowego rzemiosła. W 1901 Gnatowski dobudował od strony zachodniej duże skrzydło, zmieniając bryłę domu, a tym samym koncepcję Witkiewicza. Obecnie w Willi Koliba mieści się Muzeum Stylu Zakopiańskiego.
Projekt Willi Koliba spotkał się z ogromnym uznaniem. Witkiewicz otrzymał wiele zamówień na podobne projekty.

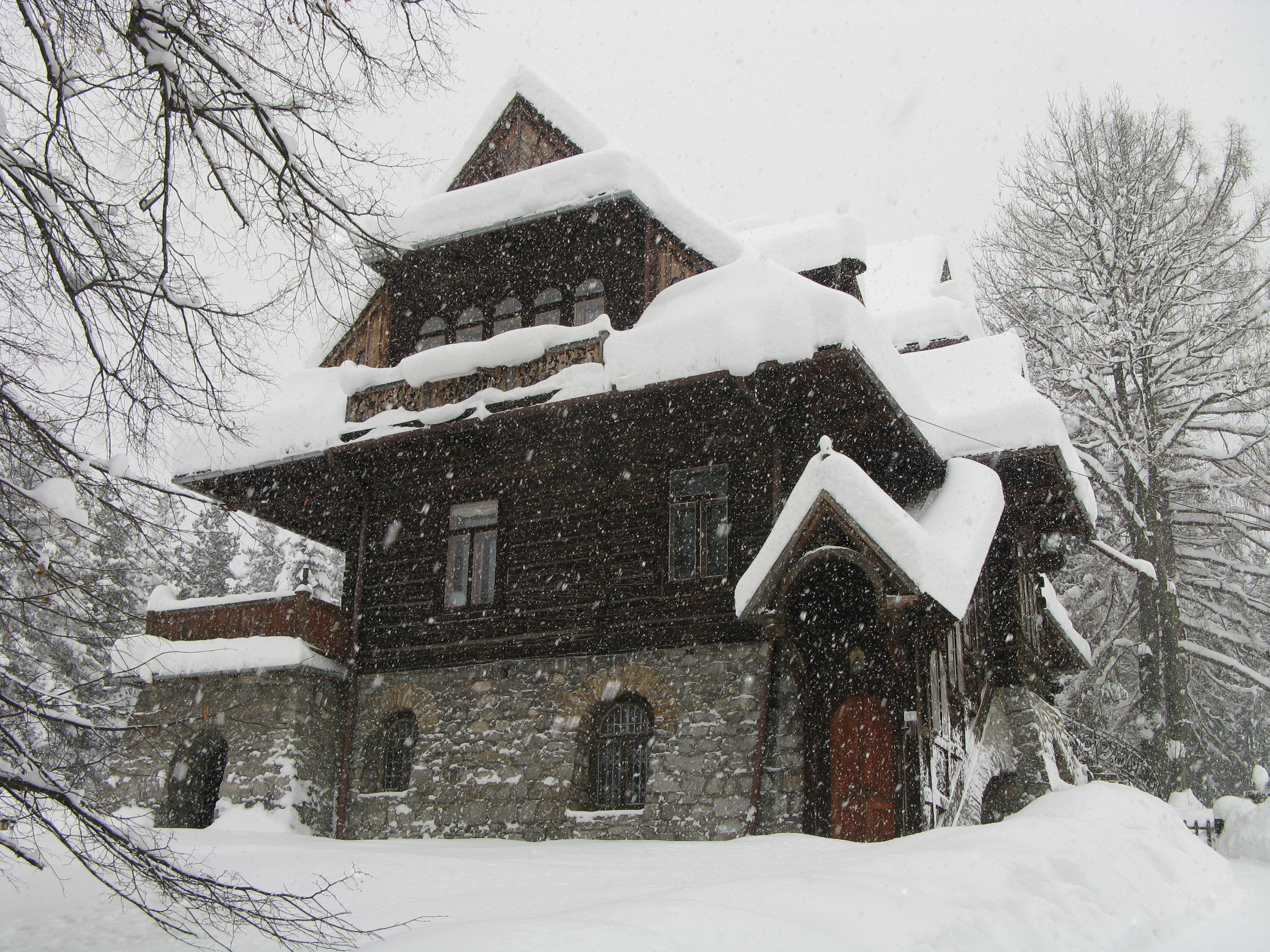
Willa pod Jedlami w lutym 2009

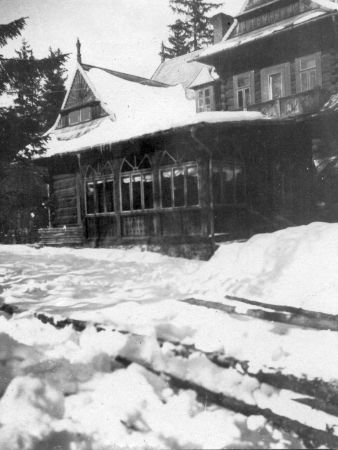
Willa Łada (zdjęcie z 1910 roku)

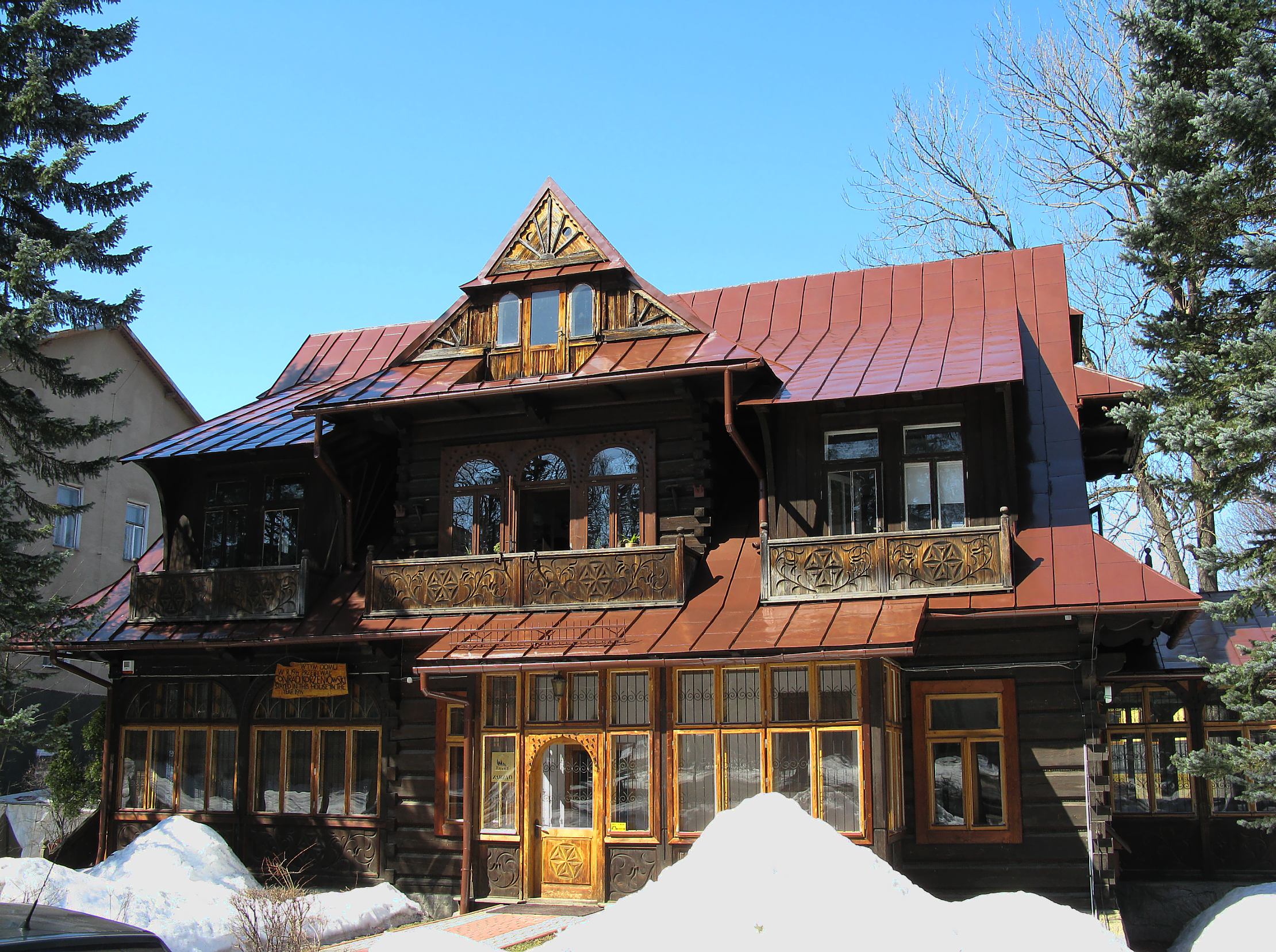
Willa Konstantynówka

Jeszcze przed 1900 rokiem zaprojektował szereg willi. W latach 1894–1895 przy ulicy Zamoyskiego 25, na zlecenie Wincentego Korwina-Kossakowskiego wybudowano Willę Korwinówkę. Budynek został zbudowany z drewna na kamiennej podmurówce. Zaraz po wybudowaniu willa przeszła w ręce Marcina Nałęcz-Kęszyckiego, który zmienił nazwę willi na Oksza. W 1900 roku dom przeszedł w posiadanie rodziny Reyów. W latach dwudziestych w willi znajdował się pensjonat, a następnie internat uczniów zakopiańskiego gimnazjum. W okresie II wojny światowej znajdowało się tam liceum gospodarcze, a następnie konspiracyjna filia Politechniki Warszawskiej. Po wojnie w willi Oksza mieścił się internat, a następnie Dom Zdrowia Dzieci i Młodzieży. Znajdował się tu ośrodek szkoleniowo-wypoczynkowy „Jurek-Oksza Zakopane”. Obecnie to jedna z filii Muzeum Tatrzańskiego. Pomimo licznych przeróbek budynku, zachowały się elementy dekoracyjne we wnętrzach, głównie powały i sosręby. Budynek został wpisany do rejestru zabytków województwa małopolskiego w 2006 roku.
Do najbardziej udanych dzieł autorstwa Witkiewicza należą nieistniejącą już dziś Willa Zofiówka (rok budowy 1895–1896, inwestor Stanisław Sas Doliński, budorz Jan Obrochta, spłonęła w 1946) zbudowana dla rodziny Dolińskich oraz największa Willa pod Jedlami na ulicy Koziniec 1 wybudowana w latach 1896–1897.
Kolejnym projektem Witkiewicza była Willa Konstantynówka znajdująca się przy ulicy Jagiellońskiej 16. Budynek został wybudowany w 1900 roku. W jego murach mieszkał m.in. Joseph Conrad, willa należała bowiem do jego kuzynki Anieli Zagórskiej. Przed wojną w Konstantynówce swoją pracownię malarską miał Tymon Niesiołowski, a jej gośćmi byli między innymi Józef Piłsudski, Stanisław Ignacy Witkiewicz i Stefan Żeromski. Znajdowała się tu dyrekcja przedsiębiorstwa turystycznego „Polskie Tatry”. Obecnie to pensjonat z restauracją.
Do końca XIX wieku Witkiewicz w Zakopanem zaprojektował kilka innych nieistniejących już willi: willę Skoczyńska i willę Pepita (później nazwaną Łada). Ta ostatnia od 1910 do 1921 roku należała do rodziny Jerzego Żuławskiego i jego synów Marka, Wawrzyńca i Juliusza. W nim prowadzono otwarty dom literacki, gdzie gościło wielu polskich pisarzy i artystów m.in. Kazimierz Przerwa-Tetmajer, Jan Kasprowicz, Tymon Niesiołowski, Bronisław Malinowski. Na temat willi Łada opowiada Juliusz Żuławski w filmie dokumentalnym z cyklu Zdobywcy Karpat. Jerzy Żuławski. W 1921 roku willa trafiła do rąk Marii Sanokowskiej. W styczniu 1928 roku budynek spalił się a działka została odkupiona przez dyrektora Włodzimierza Schneidera, który wybudował murowany pensjonat Palace. W czasie II wojny światowej w miejscu tym znajdowała się siedziba gestapo i więzienie. Obecnie (2009) mieści się tu Muzeum Walki i Męczeństwa „Palace” – katownia Podhala.
W 1902 roku Witkiewicz był autorem projektu między innymi drewnianej Willi Ślimak znajdującej się na ulicy Krupówki 77. Dom zbudował Jędrzej Ślimak. W willi początkowo mieszkał Jan Witkiewicz, brat Stanisława. Do wybuchu I wojny światowej w willi Ślimak znajdował się pensjonat Stanisława Ciszewskiego Janina. Po wojnie pensjonat zmienił nazwę na Zośka, a właścicielem została Maria Witkiewiczowa. Po II wojnie światowej willa była zamieszkana przez zwykłych lokatorów i mieściła spółdzielnie lekarską. Obecnie znajdują się tu sklepy i pub.

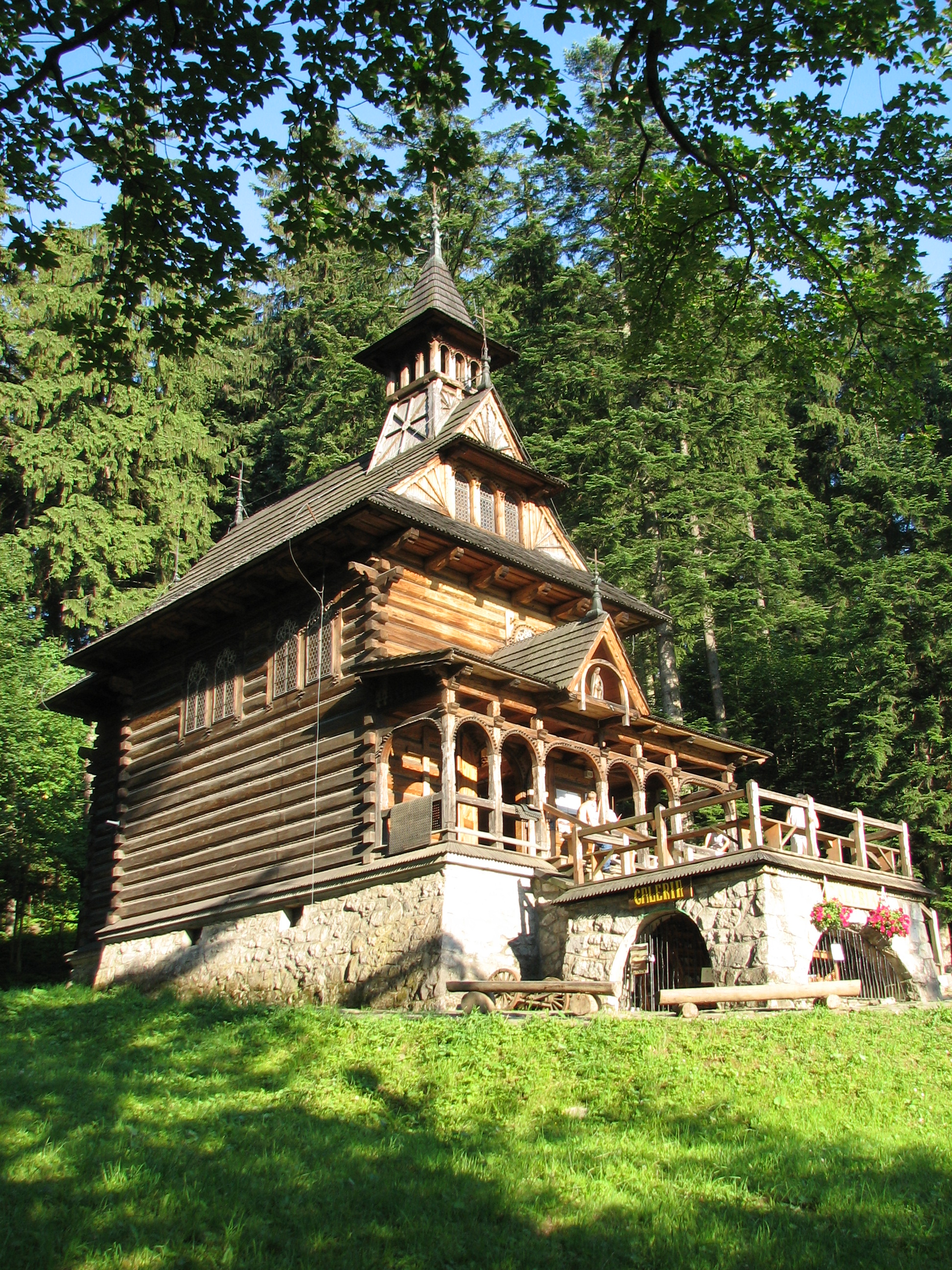
Kaplica Jaszczurówka

Prócz willi Witkiewicz zaprojektował kilka większych budynków. Do dziś zachowało się Sanatorium Dra Hawranka (obecnie Rialto przy ulicy Chałubińskiego). Budynek powstał w 1898 roku, a jego właścicielem był dr Marian Hawranek. Znajdował się w nim pierwsze sanatorium przeciwgruźlicze. Innym projektem była Chałupa pod Wykrotem (Droga na Szymoszkową).

## Obiekty sakralne
Witkiewicz zaprojektował również klasztor/kaplicę sióstr Albertynek pw. Świętego Krzyża na Kalatówkach. Świątynia powstała w 1898 roku na ziemiach Władysława Zamoyskiego, który grunt ofiarował Adamowi Chmielowskiemu. Kaplica została zbudowana przez sześciu zakonników w tym samego Brata Alberta. Obecnie klasztor zajmują Siostry Albertynki, a Bracia Albertyni mają swoją pustelnię na Śpiącej Górce.
Na początku XX wieku Witkiewicz zaprojektował kaplicę pw. Najświętszego Serca Pana Jezusa w Jaszczurówce. Był również autorem wyposażenia nowego, murowanego kościoła pw. najświętszej Rodziny i współprojektował murowany budynek Muzeum Tatrzańskiego im. Dra Tytusa Chałubińskiego w Zakopanem.